# Изабелла де Эно
Изабелла де Эно (фр. Isabelle de Hainaut, 23 апреля 1170 — 15 марта 1190, Париж, Франция) — королева Франции в 1180—1190 годах. Изабелла была дочерью графа Бодуэна V, графа Эно и Маргариты I Эльзасской, дочери графа Фландрии Тьерри Эльзасского. В 1180 году Изабелла сочеталась браком с Филиппом II Августом, королём Франции из династии Капетингов.

## Биография
28 апреля 1180 года в возрасте десяти лет Изабелла вышла замуж за короля Франции Филиппа II Августа. Церемония бракосочетания была проведена епископами Генрихом Санлисским и Роже Лаонским в церкви аббатства Святого Николаса, посвященной Святой Троице. Церемонии и празднества по этому поводу состоялись в близлежащем замке Бапом на севере Франции.
Оба родителя Изабеллы вели свою родословную от герцога Карла I Лотарингского, брата короля Лотаря и соперника Гуго Капета. Это присоединение к последнему каролингскому претенденту позволило некоторым средневековым авторам, таким как Жиль Парижский, выдвинуть тему возвращения королевской власти к каролингской династии.

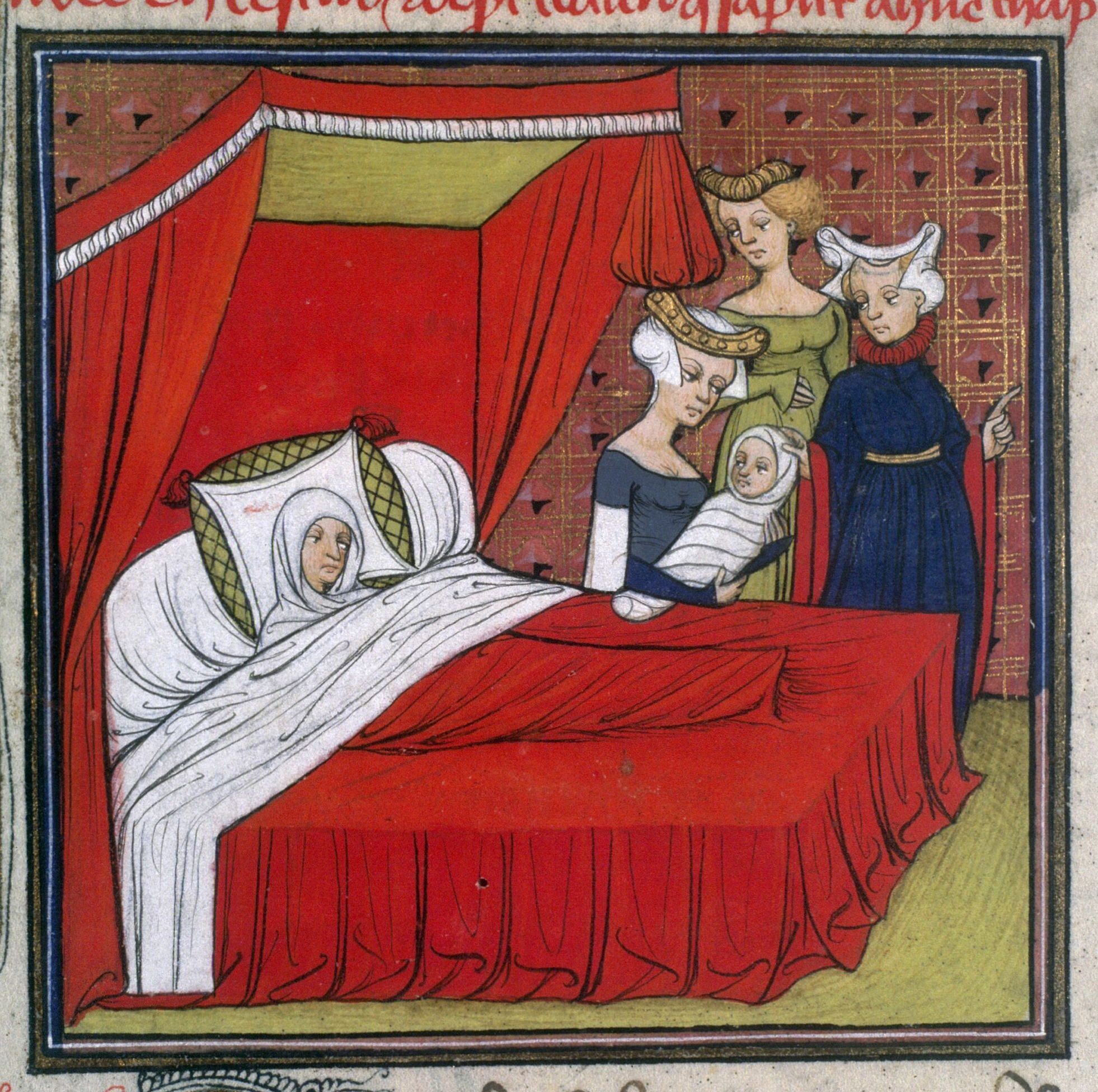
Рождение Людовика VIII

В 1183 году Филипп Август, нуждавшийся в наследнике, думал о том, чтобы развестись с Изабеллой. В марте 1184 года он принял окончательное решение о разводе и собрал в Санлисе Ассамблею прелатов и сеньоров, чтобы те высказались по этому поводу. Изабелла в это время, как рассказывает обозреватель Жильбер де Монс, босиком и одетая в одежду кающейся грешницы, пешком обошла церкви города, взывая к Богу и народу, любившему её за великодушие. Народ вступился за неё, и Филипп Август отступил и сохранил брак.
По мнению современных историков развод с четырнадцатилетней женой являлся не более чем попыткой шантажировать её отца, который в результате покинул лигу баронов, возглавляемую графом Фландрии Филиппом Эльзасским, и перешёл на сторону своего зятя.
Наконец, 5 сентября 1187 года, Изабелла родила королю наследника Людовика. Спустя два с половиной года, 15 марта 1190 года, она скончалась при родах, не сумев дать жизнь двум мальчикам-близнецам, которые родились мёртвыми.
Изабелла была похоронена в Соборе Парижской Богоматери, церемония была проведена епископом Морисом де Сюлли.

## Браки и дети
- Муж: (с 28 апреля 1180 года) Филипп II Август, сын короля Людовика VII Молодого и Адель Шампанской, дочери графа Шампани Тибо II Великого и Матильды Каринтийской. Имели сына:
  - Людовик VIII Лев (5 сентября 1187 — 8 ноября 1226) — король Франции с 1223 года.
  - мальчики-близнецы (15 марта 1190), родились мёртвыми.